# أفاينيونيت ديل بينيديس
بلدية أبينْيًونيت ديل بينيديس (بالكاتالانية: Avinyonet del Penedès) هي إحدى بلديات مقاطعة برشلونة، والتي تقع في منطقة كاتالونيا، شرق إسبانيا.
يبلغ عدد سكانها 1.588 نسمة وفقاً لإحصائية سنة (2007).